# Steve Anderson
Stephen Eugene « Steve » Anderson (né le 10 avril 1906 à Portsmouth et décédé le 2 août 1988 à Seattle) est un athlète américain spécialiste du 110 mètres haies. Affilié au Washington Huskies, il mesurait 1,90 m pour 77 kg.

## Biographie

### Palmarès
| Date | Compétition           | Lieu      | Résultat | Performance |
| ---- | --------------------- | --------- | -------- | ----------- |
| 1928 | Jeux olympiques d'été | Amsterdam | 2e       | 14 s 8      |

### Records
| Épreuve          | Performance | Lieu | Date |
| ---------------- | ----------- | ---- | ---- |
| 110 mètres haies | 14 s 4      |      | 1928 |